# Alpen Cup kobiet w kombinacji norweskiej 2017/2018
Alpen Cup kobiet w kombinacji norweskiej 2017/2018 to trzecia edycja tego cyklu zawodów. Rywalizacja rozpoczęła się 7 sierpnia 2017 r. w niemieckim Klingenthal, a zakończyła 11 marca 2018 r. we francuskim Chaux-Neuve.
Tytułu z poprzedniej edycji broniła Austriaczka Lisa Eder. Ostatecznie w tym sezonie najlepsza okazała się Niemka Jenny Nowak.

## Kalendarz i wyniki
| Lp. | Data             | Miejscowość  | Dystans                | 1. miejsce                                         | 2. miejsce                                          | 3. miejsce                                              |
| --- | ---------------- | ------------ | ---------------------- | -------------------------------------------------- | --------------------------------------------------- | ------------------------------------------------------- |
| 1.  | 7 sierpnia 2017  | Klingenthal  | Gundersen HS85/3 km    | Lena Prinoth                                       | Jenny Nowak                                         | Annika Sieff                                            |
| 2.  | 11 sierpnia 2017 | Bischofsgrün | Gundersen HS71/4 km    | Jenny Nowak                                        | Emilia Görlich                                      | Anna Jäkle                                              |
| 3.  | 23 września 2017 | Predazzo     | Gundersen HS104/4 km   | Lena Prinoth                                       | Jenny Nowak                                         | Sophia Maurus                                           |
| 4.  | 16 grudnia 2017  | Seefeld      | Gundersen HS75/5 km    | Jenny Nowak                                        | Lisa Hirner                                         | Sophia Maurus                                           |
| 5.  | 17 grudnia 2017  | Seefeld      | Gundersen HS75/2,5 km  | Jenny Nowak                                        | Sophia Maurus                                       | Lisa Hirner                                             |
| 6.  | 13 stycznia 2018 | Schonach     | Gundersen HS106/5 km   | Jenny Nowak                                        | Annika Sieff                                        | Daniela Dejori                                          |
| 7.  | 14 stycznia 2018 | Schonach     | Gundersen HS106/2,5 km | Jenny Nowak                                        | Léna Brocard                                        | Annika Sieff                                            |
| 8.  | 17 lutego 2018   | Baiersbronn  | Gundersen HS90/5 km    | Annika Sieff                                       | Jenny Nowak                                         | Lena Prinoth                                            |
| 9.  | 18 lutego 2018   | Baiersbronn  | Gundersen HS90/2,5 km  | Jenny Nowak                                        | Annika Sieff                                        | Lena Prinoth                                            |
| 10. | 24 lutego 2018   | Planica      | Gundersen HS80/4 km    | Marie Nähring                                      | Lisa Hirner                                         | Annika Sieff                                            |
| 11. | 24 lutego 2018   | Planica      | Gundersen HS80/5 km    | Jenny Nowak                                        | Sophia Maurus                                       | Ema Volavšek                                            |
| 12. | 25 lutego 2018   | Planica      | HS80/3x3 km            | Niemcy Sophia Maurus · Marie Nähring · Jenny Nowak | Włochy Annika Sieff · Daniela Dejori · Lena Prinoth | Austria Annalena Slamik · Johanna Bassani · Lisa Hirner |
| 13. | 10 marca 2018    | Chaux-Neuve  | Gundersen HS60/4 km    | Annika Sieff                                       | Ema Volavšek                                        | Emma Tréand                                             |
| 14. | 11 marca 2018    | Chaux-Neuve  | Gundersen HS60/4 km    | Annika Sieff                                       | Léna Brocard                                        | Ema Volavšek                                            |

## Klasyfikacja generalna
| M.  | Zawodnik       | Punkty |
| --- | -------------- | ------ |
| 1.  | Jenny Nowak    | 840    |
| 2.  | Annika Sieff   | 724    |
| 3.  | Lena Prinoth   | 524    |
| 4.  | Ema Volavšek   | 513    |
| 5.  | Léna Brocard   | 466    |
| 6.  | Silva Verbic   | 410    |
| 7.  | Sophia Maurus  | 300    |
| 8.  | Daniela Dejori | 272    |
| 9.  | Arianna Sieff  | 247    |
| 10. | Emma Tréand    | 221    |

| Lp. | Drużyna    | Punkty |
| --- | ---------- | ------ |
| 1.  | Włochy     | 1767   |
| 2.  | Niemcy     | 1538   |
| 3.  | Słowenia   | 1200   |
| 4.  | Francja    | 867    |
| 5.  | Austria    | 432    |
| 6.  | Czechy     | 249    |
| 7.  | Szwajcaria | 77     |